# Bunte Wucherblume
Die Bunte Wucherblume (Ismelia carinata), auch Kielwucherblume genannt, ist die einzige Pflanzenart der Gattung Ismelia in der Familie der Korbblütler (Asteraceae).

## Merkmale
Die Bunte Wucherblume ist eine einjährige Pflanze, die Wuchshöhen von 10 bis 80, zum Teil auch bis 100 Zentimeter erreicht. Der Stängel ist nicht oder nur wenig verzweigt. Die wechselständigen Laubblätter sind gestielt oder ungestielt, weisen eine Länge von 25 bis zu über 50 mm und eine Breite von 15 bis zu über 30 mm auf.
Die körbchenförmigen Blütenstände haben einen Durchmesser von 4,5 bis 10 Zentimeter und enthalten 13 bis über 21 Zungen- (Strahlenblüten) und 80 bis etwa 150 zwittrige Röhrenblüten (Scheibenblüten). Die Hüllblätter sind gekielt und mehrnervig. Die dreizähnigen Zungenblüten sind gelb oder rötlich, am Grund dunkel oder weiß. Sie sind oft dreifarbig und ihre Basis ist blass mit einer dunkleren Zone darüber. Im oberen Teil sind sie blasser. Die fünflappigen Röhrenblüten sind schwarzrot oder purpurn.
Die Blütezeit reicht von Juni bis September.
Die Frucht ist ein Achäne ohne Pappus. Bei den Zungenblüten entwickeln sich Achänen, die im Querschnitt geflügelt dreieckig sind, aus den Röhrenblüten ist der Querschnitt seitlich abgeflacht.

## Vorkommen

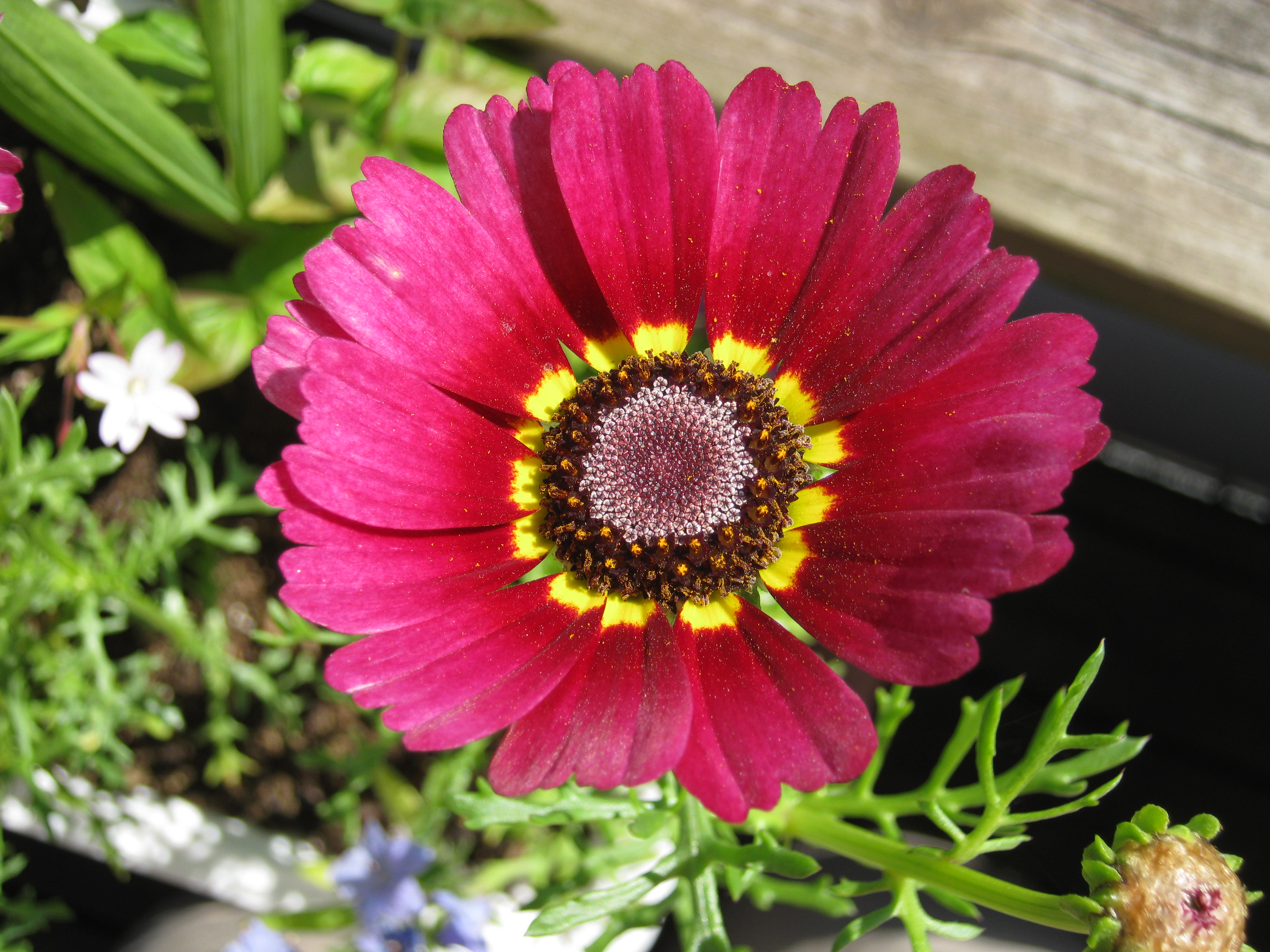
Bunte Wucherblume (Ismelia carinata)

Die Bunte Wucherblume kommt in Marokko auf Dünen und frischen, sandigen Küstenstandorten vor. Sie wird in vielen Teilen der Welt angepflanzt und kommt auch verwildert vor.

## Nutzung
Die Bunte Wucherblume wird verbreitet als Zierpflanze für Sommerblumenbeete sowie als Schnittblume genutzt. Diese Pflanzenart ist seit spätestens 1796 in Kultur. Es gibt zahlreiche Sorten (Auswahl):
- 'Nordstern': die Strahlenblüten sind weiß mit einer lichtgelben Zone.
- 'Kokarde': die Strahlenblüten sind weiß mit einer roten und gelben Zone, die Scheibenblüten sind dunkel.
- 'Dunettii': die Körbchen sind mehr oder weniger gefüllt, gelb, purpurviolett, dunkelpurpurn, weiß.

## Synonyme
Synonyme von Ismelia carinata (Schousb.) Sch. Bip. sind Chrysanthemum carinatum Schousboe, Chrysanthemum tricolor Andrews, Glebionis carinata (Schousb.) Tzvelev und Ismelia versicolor Cass. nom. superfluum.